# Dan Evrope
Dan Evrope je dan praznovanja »miru in enotnosti v Evropi«, ki ga 5. maja praznuje Svet Evrope, 9. maja pa Evropska unija.
Spada med simbole Evropske unije, ki ga je Svet Evropske unije sprejel na vrhu v Milanu leta 1986 v spomin na deklaracijo tedanjega francoskega zunanjega ministra Roberta Schumana, predstavljeno 9. maja 1950, v kateri je predstavil svoje zamisli o organizaciji nadnacionalnega gospodarskega sodelovanja v Evropi. Te so bile leto pozneje udejanjene v Evropski skupnosti za premog in jeklo, iz katere sta pozneje izšli Evropska gospodarska skupnost in Evropska unija.
Zamisel o »dnevu Evrope« si je Evropska unija izposodila pri Svetu Evrope, ki je od leta 1964 praznoval 5. maj kot »Dan Evrope« v spomin na ustanovitev Sveta Evrope 5. maja 1949. Večina Evropejcev danes upošteva 9. maj kot Dan Evrope, medtem ko so nekateri še vedno bolj naklonjeni praznovanju 5. maja, saj je bil Svet Evrope ustanovljen kot telo, ki se je zavzemalo za človekove pravice, parlamentarno demokracijo in vladavino prava, medtem ko je bil cilj Schumanovega govora postaviti temelje skupnemu upravljanju francoske in nemške premogovniške in jeklarske industrije.